# Eccellenza Sicilia 2000-2001
Il campionato italiano di calcio di Eccellenza regionale 2000-2001 è stato il decimo organizzato in Italia. Rappresenta il sesto livello del calcio italiano.
Questi sono i gironi organizzati dal comitato regionale della Sicilia.
Al campionato venne iscritto anche il Trapani, fallito nelle categorie superiori. Il Città di Trapani invece ha acquisito il titolo del Paceco, così come il Marsala 2000 quello del Don Bosco Partinico e il Misterbianco quello del Gravina.
Il girone A comprendeva inizialmente anche la Panormus, classificatasi prima l'anno precedente ma non promossa per un presunto illecito sportivo. La squadra palermitana fu riammessa in Serie D soltanto a ottobre, dopo che si era già disputata la prima giornata in cui la Panormus aveva battuto il Cinisi 5-2. Dopo il ripescaggio quella gara fu annullata e il girone rimase composto da 17 squadre.
Dopo i play-out nella stagione precedente, esordiscono in questa stagione anche i play-off, disputati per stabilire la squadra di ogni girone che avrebbe partecipato agli spareggi promozione nazionali.

## Girone A

### Squadre partecipanti
| Club                     | Città                    | Stagione 1999-2000       |
| ------------------------ | ------------------------ | ------------------------ |
| Akragas Calcio           | Agrigento                | 5° in Eccellenza gir. A  |
| A.S.C. Alcamo            | Alcamo (TP)              | 3° in Eccellenza gir. A  |
| U.S. Aragona             | Aragona (AG)             | 15° in Eccellenza gir. A |
| A.C. Caltagirone         | Caltagirone (CT)         | 16° nel CND gir. I       |
| Pol. Cinisi              | Cinisi (PA)              | 14° in Eccellenza gir. A |
| A.S. Città di Trapani    | Trapani                  | 1° in Promozione gir. A  |
| A.S. Marsala 2000        | Marsala (TP)             | 7° in Eccellenza gir. A  |
| G.S. Mazara 1946         | Mazara del Vallo (TP)    | 18° nel CND gir. I       |
| F.C. Nissa               | Caltanissetta            | 2° in Promozione gir. D  |
| C.C. Palagonia           | Palagonia (CT)           | 2° in Promozione gir. C  |
| Pol. Pro Favara          | Favara (AG)              | 8° in Eccellenza gir. A  |
| U.S. Salemi              | Salemi (TP)              | 4° in Eccellenza gir. A  |
| G.S. San Giovanni Gemini | San Giovanni Gemini (AG) | 11° in Eccellenza gir. A |
| Pol. Termitana Cascino   | Termini Imerese (PA)     | 10° in Eccellenza gir. A |
| U.S. Trapani             | Trapani                  | 18° in C2 gir. C         |
| A.S. Valderice           | Valderice (TP)           | 9° in Eccellenza gir. A  |
| Pol. Villabate           | Villabate (PA)           | 13° in Eccellenza gir. A |

### Classifica
|  | Pos. | Squadra             | Pt | G  | V  | N  | P  | GF | GS | DR  |
|  | ---- | ------------------- | -- | -- | -- | -- | -- | -- | -- | --- |
|  | 1.   | Pro Favara          | 64 | 32 | 18 | 10 | 4  | 50 | 21 | +29 |
|  | 2.   | Nissa               | 62 | 32 | 18 | 8  | 6  | 53 | 30 | +23 |
|  | 3.   | Alcamo              | 62 | 32 | 18 | 8  | 6  | 58 | 27 | +31 |
|  | 4.   | Città di Trapani    | 56 | 32 | 15 | 11 | 6  | 54 | 34 | +20 |
|  | 5.   | Salemi              | 55 | 32 | 15 | 10 | 7  | 44 | 28 | +16 |
|  | 6.   | Mazara              | 55 | 32 | 16 | 7  | 9  | 53 | 36 | +17 |
|  | 7.   | Caltagirone         | 52 | 32 | 14 | 10 | 8  | 44 | 25 | +19 |
|  | 8.   | Akragas             | 52 | 32 | 15 | 7  | 10 | 44 | 34 | +10 |
|  | 9.   | Marsala             | 45 | 32 | 12 | 9  | 11 | 41 | 38 | +3  |
|  | 10.  | Palagonia           | 44 | 32 | 12 | 8  | 12 | 38 | 41 | -3  |
|  | 11.  | Trapani             | 39 | 32 | 12 | 3  | 17 | 37 | 52 | -15 |
|  | 12.  | San Giovanni Gemini | 32 | 32 | 8  | 8  | 16 | 33 | 46 | -13 |
|  | 13.  | Termitana Cascino   | 30 | 32 | 7  | 9  | 16 | 32 | 44 | -12 |
|  | 14.  | Valderice           | 30 | 32 | 7  | 9  | 16 | 31 | 53 | -22 |
|  | 15.  | Villabate           | 29 | 32 | 8  | 5  | 19 | 25 | 55 | -30 |
|  | 16.  | Cinisi              | 24 | 32 | 6  | 6  | 20 | 20 | 44 | -24 |
|  | 17.  | Aragona             | 17 | 32 | 3  | 8  | 21 | 20 | 69 | -49 |

Legenda:

      Pro Favara promosso in Serie D 2001-2002.

      Alcamo ammesso ai play-off nazionali.

      Valderice e Cinisi retrocessi in Promozione 2001-2002 dopo play-out.

      Aragona retrocesso in Promozione 2001-2002.

#### Play-off
Semifinali
| Squadra 1 | Risultato | Squadra 2        |
| --------- | --------- | ---------------- |
| Nissa     | 0 - 1     | Salemi           |
| Alcamo    | 3 - 1     | Città di Trapani |

Finale
| Squadra 1 | Risultato | Squadra 2 |
| --------- | --------- | --------- |
| Alcamo    | 1 - 1     | Salemi    |

#### Play-out
| Squadra 1 | Totale | Squadra 2           | Andata | Ritorno |
| --------- | ------ | ------------------- | ------ | ------- |
| Cinisi    | 2 - 3  | Trapani             | 1 - 0  | 1 - 3   |
| Villabate | 1 - 3  | San Giovanni Gemini | 1 - 2  | 0 - 1   |
| Valderice | 1 - 3  | Termitana Cascino   | 1 - 1  | 0 - 2   |

## Girone B

### Squadre partecipanti
| Club                     | Città                            | Stagione 1999-2000       |
| ------------------------ | -------------------------------- | ------------------------ |
| A.C. Adrano              | Adrano (CT)                      | 1° in Promozione gir. D  |
| C.C. Belpasso            | Belpasso (CT)                    | 7° in Eccellenza gir. B  |
| U.S. Camaro              | Camaro (quartiere di Messina)    | 10° in Eccellenza gir. B |
| A.S. Canicattini         | Canicattini Bagni (SR)           | 11° in Eccellenza gir. B |
| Pol. Comiso              | Comiso (RG)                      | 5° in Eccellenza gir. B  |
| S.S. Due Torri           | Gliaca, frazione di Piraino (ME) | 1° in Promozione gir. B  |
| A.S. Giarre Calcio       | Giarre (CT)                      | 4° in Eccellenza gir. B  |
| S.S. Leonzio             | Lentini (SR)                     | 8° in Eccellenza gir. B  |
| A.C. Misterbianco        | Misterbianco (CT)                | 12° in Eccellenza gir. B |
| Pol. Modica              | Modica (RG)                      | 6° in Eccellenza gir. B  |
| C.P. Real Messina        | Messina                          | 9° in Eccellenza gir. B  |
| U.S. Rosolini            | Rosolini (SR)                    | 3° in Promozione gir. C  |
| U.P. Scicli              | Scicli (RG)                      | 1° in Promozione gir. C  |
| U.S. Siracusa            | Siracusa                         | 3° in Eccellenza gir. B  |
| U.S. Spadaforese         | Spadafora (ME)                   | 13° in Eccellenza gir. B |
| A.S. Taormina            | Taormina (ME)                    | 3° in Promozione gir. B  |
| A.S. Viagrande Calcio    | Viagrande (CT)                   | 14° in Eccellenza gir. B |
| Pol. Villafranca Tirrena | Villafranca Tirrena (ME)         | 2° in Eccellenza gir. B  |

### Classifica
|  | Pos. | Squadra             | Pt | G  | V  | N  | P  | GF | GS | DR  |
|  | ---- | ------------------- | -- | -- | -- | -- | -- | -- | -- | --- |
|  | 1.   | Belpasso            | 67 | 34 | 19 | 10 | 5  | 51 | 25 | +26 |
|  | 2.   | Siracusa            | 63 | 34 | 18 | 9  | 7  | 50 | 27 | +23 |
|  | 3.   | Adrano              | 62 | 34 | 18 | 8  | 8  | 47 | 28 | +19 |
|  | 4.   | Modica              | 61 | 34 | 18 | 7  | 9  | 61 | 30 | +31 |
|  | 5.   | Real Messina        | 61 | 34 | 18 | 7  | 9  | 55 | 43 | +12 |
|  | 6.   | Misterbianco        | 60 | 34 | 15 | 15 | 4  | 42 | 26 | +16 |
|  | 7.   | Giarre              | 54 | 34 | 15 | 9  | 10 | 56 | 39 | +17 |
|  | 8.   | Due Torri           | 52 | 34 | 14 | 10 | 10 | 31 | 28 | +3  |
|  | 9.   | Villafranca Tirrena | 50 | 34 | 13 | 11 | 10 | 38 | 33 | +5  |
|  | 10.  | Camaro              | 45 | 34 | 11 | 12 | 11 | 38 | 30 | +8  |
|  | 11.  | Viagrande           | 43 | 34 | 11 | 10 | 13 | 42 | 48 | -6  |
|  | 12.  | Comiso              | 42 | 34 | 9  | 15 | 10 | 33 | 38 | -5  |
|  | 13.  | Spadaforese         | 38 | 34 | 9  | 11 | 14 | 34 | 51 | -7  |
|  | 14.  | Scicli              | 33 | 34 | 7  | 12 | 15 | 33 | 46 | -13 |
|  | 15.  | Canicattini         | 26 | 34 | 6  | 8  | 20 | 26 | 52 | -26 |
|  | 16.  | Rosolini            | 26 | 34 | 6  | 8  | 20 | 28 | 55 | -27 |
|  | 17.  | Taormina            | 25 | 34 | 6  | 7  | 21 | 31 | 61 | -30 |
|  | 18.  | Leonzio             | 20 | 34 | 4  | 9  | 21 | 23 | 59 | -36 |

Legenda:

      Belpasso promosso in Serie D 2001-2002.

      Siracusa ammesso ai play-off nazionali.

      Scicli, Canicattini e Rosolini retrocessi in Promozione 2001-2002 dopo play-out.

      Taormina e Leonzio retrocessi in Promozione 2001-2002.

#### Play-off
Semifinali
| Squadra 1 | Risultato | Squadra 2    |
| --------- | --------- | ------------ |
| Siracusa  | 0 - 0     | Real Messina |
| Adrano    | 5 - 0     | Modica       |

Finale
| Squadra 1 | Risultato | Squadra 2 |
| --------- | --------- | --------- |
| Siracusa  | 1 - 1     | Adrano    |

#### Play-out
| Squadra 1   | Totale | Squadra 2   | Andata | Ritorno |
| ----------- | ------ | ----------- | ------ | ------- |
| Rosolini    | 1 - 1  | Viagrande   | 1 - 0  | 0 - 1   |
| Canicattini | 1 - 3  | Comiso      | 1 - 1  | 0 - 2   |
| Scicli      | 3 - 3  | Spadaforese | 3 - 1  | 0 - 2   |